# Айвор Уинн (стадион)
Стадион имени Айвора Уинна (англ. Ivor Wynne Stadium) — стадион в Гамильтоне, Онтарио, Канада, существовавший с 1922 по 2013 годы. Был домашней ареной команды Канадской футбольной лиги — «Гамильтон Тайгер-Кэтс» с 1950 года. До этого команда выступала на стадионе «HAAA Grounds». Стадион был построен в 1928 году, чтобы принять первые игры Британской империи (позже известные как Игры Содружества). Вместимость стадиона составляет 29 600 человек для футбольных игр.
Стадион в 1972 и 1996 годах принимал финал Кубка Грея. Установленные в 1996 временные восточные и западные трибуны увеличили вместимость стадиона до 43 000 человек. Всего на финал 1996 года пришло 38 595 человек.
На стадионе также проходили музыкальные концерты, включая концерт Pink Floyd в 1975 году. Последний концерт здесь прошёл в 1979 году, когда выступала группа Rush.
В 2012 году стадион был закрыт, а год спустя — демонтирован.